# Mže
Mže (pronunție în cehă [mʒɛ]; în germană Mies) este un râu în Cehia și pe o porțiune scurtă, din Germania. Curge prin Bavaria în Germania și prin regiunile Plzeň și Boemia Centrală. Este cursul superior al râului Berounka, dar de obicei este considerat un râu separat. Până la confluența sa cu Radbuza din Plzeň, când continuă ca Berounka, Mže are o lungime de 105,1 kilometri (65,3 mi).

## Etimologie
Potrivit unei teorii, numele său este de origine slavă și este derivat din verbul mžít (cu sensul de „burniță”). După o a doua teorie, numele este de origine germanică și este legat de rădăcina mighia (cu sensul de „urină”, „apă mirositoare”). Există, de asemenea, o teorie conform căreia numele este de origine celtică, derivat din cuvântul mŏsā (cu sensul de „mlaștină”) și este legat de numele râurilor Mieß⁠(d), Maas și Mosel.
Inițial, întregul curs, inclusiv râul Berounka, a purtat numele Mže (în latină Misa, în germană Mies), iar numele a apărut prima dată în secolul al XII-lea în Chronica Boemorum⁠(d). Numele său a fost scris ca Mse, Msa și Mzye.
Din secolul al XVII-lea, cursul inferior a început să fie denumit Berounka, cu toate că numele Mže încă mai apărea ca numele întregului curs la sfârșitul secolului al XIX-lea. Pentru a se evita confuzia, în 2008 a fost creată o inițiativă de redenumire a cursului inferior cu numele istoric Mže, dar nu a avut succes din cauza denumirii actuale puternic adoptate.

## Caracteristici

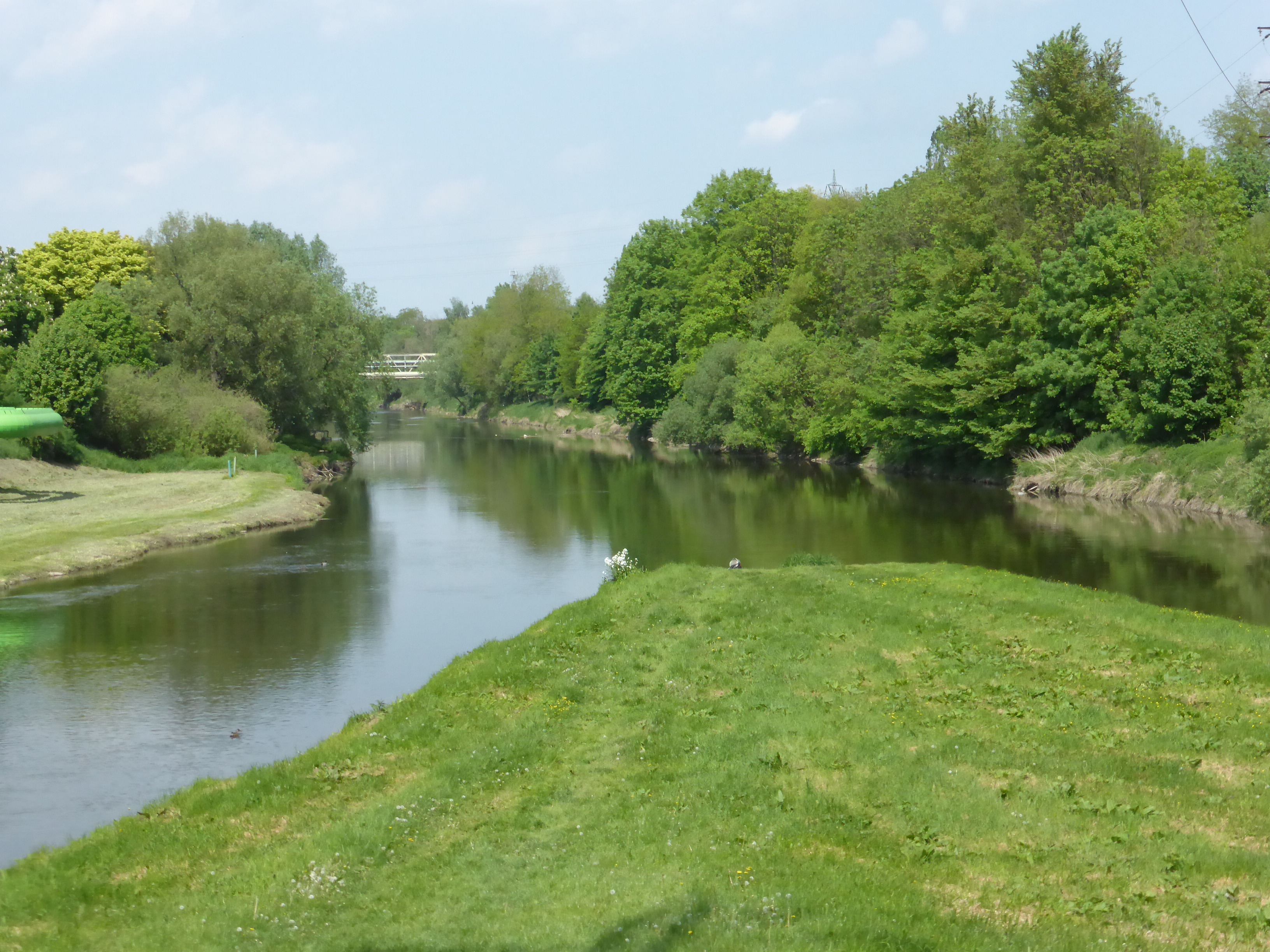
Confluența râurilor Mže și Radbuza

Din punct de vedere al gospodăririi apelor, Berounka și Mže sunt două râuri diferite, cu o numerotare separată a kilometrilor de râu. Mže își are originea pe teritoriul comunei Mähring, în Pădurea Boemiei, la o altitudine de 726 m (2.382 ft), formează granița de stat pentru o distanță scurtă de 1,1 km și apoi curge spre Plzeň, unde se unește cu râul Radbuza la o altitudine de 301 m (988 ft) și continuă ca Berounka. Are o lungime de 105,1 kilometri (65,3 mi), din care 2,34 kilometri (1,45 mi) se găsesc în Germania. În Cehia, are o lungime de 102,8 kilometri (63,9 mi), ceea ce îl face unul dintre cele mai lungi 25 de râuri din Cehia, chiar dacă este luat separat, fără Berounka. Bazinul său hidrografic are o suprafață de 1.828,6 kilometri pătrați (706,0 mi2), din care 1.792,3 kilometri pătrați (692,0 mi2) se găsesc în Cehia.
Cei mai lungi afluenți ai râului Mže sunt:
| Numele afluentului             | Lungime (km) | Afluent de |
| ------------------------------ | ------------ | ---------- |
| Kosový potok⁠(d)                | 46.4         | stânga     |
| Úhlavka⁠(d)                     | 41.4         | dreapta    |
| Úterský potok                  | 35.8         | stânga     |
| Hamerský potok⁠(d) / Hammerbach | 33.8         | stânga     |
| Vejprnický potok               | 23.2         | dreapta    |
| Sedlišťský potok               | 20.8         | dreapta    |
| Žebrácký potok                 | 13.8         | stânga     |

## Așezări
Cele mai notabile așezări de pe râu sunt Tachov, Stříbro⁠(d) și Plzeň.

## Corpuri de apă
Se găsesc două rezervoare pe râul Mže: Hracholusky cu o suprafață de 352 ha (870 acri) și Lučina cu o suprafață de 86 ha (210 acri). În zona bazinului său hidrografic se găsesc 198 de corpuri de apă mai mari de un hectar.

## Faună
Pe cursul superior al râului se găsește o populație de castori euroasiatici.

## Turism
Râul Mže este potrivit pentru turismul fluvial și aparține de râurile potrivite pentru vâslașii mai puțin experimentați. Cu toate acestea, adesea nu este potrivit turismului vara, când sunt temperaturi mai ridicate și precipitații mai scăzute.